# Cash trapping
Cash trapping er en slags tyveri, hvor en pengeautomat udstyres således, at de hævede penge bliver siddende inde i maskinen. I pengeautomatens seddeludleveringsmekanisme anbringes en skinne, som kan opfange sedlerne, for eksempel ved hjælp af dobbeltklæbende tape. Når kunden har forladt maskinen, afhenter tyven pengene og skinnen. 

## Links
- Wieder eine neue Masche: Diebe fangen Scheine ab Arkiveret 20. december 2010 hos  Wayback Machine – Nürnberger Nachrichten
- Das Bargeld wird abgefangen Arkiveret 25. februar 2011 hos  Wayback Machine – Stuttgarter Zeitung
- Nyt fupnummer stjæler dine penge – Berlingske

| Jura | Spire Denne juraartikel er en spire som bør udbygges. Du er velkommen til at hjælpe Wikipedia ved at udvide den. |